# Fischerwerke
Группа предприятий Фишер — ведущий производитель в области крепёжных технологий (Fischer Дюбель), интерьерных компонентов для автомобильных салонов и конструкторных игрушек (Fischertechnik, FischerTIP). Группа Fischer возникла из компании Artur Fischer GmbH & Co. KG, которая была основана в 1948 году в Вальдахтале, на земле Баден-Вюртемберг .

## Организационная структура
Семейная компания находится под управлением Клауса Фишера во втором поколении с 1980 года. В 1990-х он унаследовал контрольный пакет акций группы от своего отца Артура Фишера . С 2001 года 98 процентов акций принадлежали Клаусу Фишеру, по одному проценту каждому его двум сыновьям Йоргу Клаусу и Франку. В настоящее время (2014 г.) насчитывается 40 % долей в двух сыновьях и 60 % у Клауса Фишера. В начале 2011 года Йорг Клаус Фишер принял на себя операционное управление группой компаний. С 2008 года он является членом управленческой команды, отвечающей за системы крепления. По собственному желанию Йорг Клаус Фишер снова покинул компанию в марте 2012 года. В начале 2018 года Клаус Фишер передал председательство в управлении Марку-Свену Менгису.
В 2019 году совокупный объём продаж группы компаний со штатом около 5200 сотрудников по всему миру составил 887 миллионов евро. Около трёх четвертей продаж приходится на долю за рубежом. Доля отечественного производства составляет более 50 процентов. В Германии работает 2000 сотрудников, из них более 1200 — в головном офисе в Вальдахтале. Другие немецкие предприятия — это Хорб (автомобильная промышленность), Фрайбург-Хохдорф и Денцлинген . За рубежом Fischer производит продукцию в Италии (Падуя), Чехии, Китае, Аргентине, Бразилии и США. Fischer представлена 49 дочерними предприятиями в 37 странах, продукция продаётся более чем в 100 странах . В 2011 году на 1 000 сотрудников было зарегистрировано 13,2 патента (в среднем по отрасли: 0,54). Более 35 процентов патентов реализованы в новых продуктах, процессах и приложениях (в среднем: 10 процентов).
Группа компаний разделена на пять направлений деятельности: Безусловно, наибольшее направление — системы крепления . Fischer разрабатывает, производит и продаёт химические продукты и металлические анкеры, а также пластмассовые анкеры для различных применений и строительных материалов. В частности, этому способствовали химические системы крепления. Ассортимент, насчитывающий более 15 000 наименований, включает в себя ассортимент для систем сантехники, отопления, вентиляции и кондиционирования, электротехники и строительной техники, фасадных систем, креплений для термокомпозитных систем, строительной химии (герметики и клеи, противопожарная защита) и прямого крепления. С июля 2009 года у Fischer производит ассортимент шурупов для дерева, насчитывающий 2700 наименований. Fischer AKADEMIE отвечает за консультации, программное обеспечение для расчёта размеров и обучение работы с продуктами. Продукция Fischer использовалась при строительстве Бурдж-Халифа, Готардского базового туннеля и для ремонта нависающего стеклянного фасада в музее Porsche в Штутгарте.
Второе по величине подразделение компании, Fischer automotive systems GmbH & Co. KG, базирующееся в Хорб-на-Неккаре, разрабатывает и производит компоненты интерьера для оригинального оборудования автомобилей. Помимо кинематических компонентов, таких как подстаканники и пепельницы, в ассортимент продукции входят системы хранения и вентиляционные сопла. Помимо Германии, Fischer automotive производит автомобили в Чехии, Китае и США. Краеугольный камень области был заложен в 1982 году с помощью системы хранения музыкальных кассет (Fischer CBOX).
Конструктор fischertechnik появился на рынке в 1965 году. С начала 1980-х годов моделями fischertechnik можно управлять с помощью компьютера. Он также используется в промышленности для моделирования процессов. Fischer TiP также доступен с конца 1990-х, экологический творческий материал, сделанный из картофельного крахмала и пищевого красителя.
Fischer Consulting была основана в 2004 году. Она консультирует клиентов о том, как оптимизировать их процессы, чтобы избежать потерь. В основе лежит система процессов Fischer Process System (fPS), которая разрабатывается с 2000 года для оптимизации всех процессов.
Самым молодым направлением деятельности является LNT Automation GmbH, приобретённая в 2016 году. Компания базируется в Неллмерсбахе недалеко от Штутгарта и занимается разработкой и производством ёмкостных сенсорных экранов и контроллеров.
Fischerwerke являются членом Ассоциации промышленных компаний Бадена . Компания регулярно получает признание как сотрудников, так и клиентов.

## История
Компания была основана в 1948 году в посёлке Хёршвайлер в Вальдахтале Артуром Фишером. Первыми продуктами были выключатели для ткацких станков и электрические зажигалки. Изобретение синхронизированной вспышки привело к резкому росту в 1949 году, и компания переехала в соседнюю деревню Тумлинген. С S — дюбель, дюбель расширения сделаны из нейлона в 1958 году Фишер стал успешным на рынке крепления. Модульная система Fischertechnik была добавлена в качестве дополнительного направления деятельности в 1965 году. В 1980 году Клаус Фишер взял на себя общее руководство группой компаний, которая на тот момент достигла товарооборота около 80 миллионов евро с 1 480 сотрудниками. Под его руководством продвинулась интернационализация компании. С этого времени ассортимент продукции также был расширен за счёт включения химических и металлических анкеров. В 1982 году компания Fischer приступила к производству автомобильных компонентов с CBOX. В 1993 году Фишер перенял своего конкурента Упата из Эммендингена, а в 1997 году — Рокка. В 2001 году автомобильный сектор был выделен в независимую компанию Fischer automotive systems GmbH & Co. KG. Компания с ограниченной ответственностью была также основана для Fischertechnik в 2004 году. Подразделение технологического консалтинга начало свою деятельность в 2004 году с создания Fischer Consulting GmbH. С 2009 года Fischer производит шурупы для дерева в дополнение к системам крепления. В 2016 году компания Fischer приобрела производителя электронных узлов LNT Automation GmbH.